# Myxidium folium
Myxidium folium är en djurart som tillhör fylumet Myxozoa, och. Myxidium folium ingår i släktet Myxidium och familjen Myxidiidae. Inga underarter finns listade i Catalogue of Life.